# Corydon (André Gide)
Corydon és un assaig dialogat d'André Gide sobre l'homosexualitat i la pederàstia. Els quatre Diàlegs socràtics que componen aquest assaig foren objecte, durant els dos primers i mig, d'una impressió privada l'any 1911 i, per a tots quatre, d'una segona impressió privada el 1920, després d'una publicació el 1924. El nom de l'autor només hi aparegué el 1924.

## Orígens i intenció
André Gide va decidir escriure Corydon per diversos motius: el fonamental n'és la lectura d'un passatge d'una obra jurídica del seu pare Paul (The Condition of Women in Antiquity, capítol III, 1867), en què era extremament violent contra l'homosexualitat, parlant de "vici infame", d'"amor sense nom" i altres apel·lacions d'aquesta mena. Després del judici Renard, que veié un home acusat d'assassinat, menys pels càrrecs que se li imputaven que per la seua "moral indescriptible" La intenció de Gide es reforça, així com en llegir una biografia falsificada del poeta Paul Verlaine. Els amics a qui Gide va remetre l'esborrany d'aquest assaig, com ara Roger Martin du Gard, estaven espantats pel probable escàndol i les repercussions que podria tenir en la seua vida pública i privada, tant que Gide al principi només va fer imprimir-ne els dos primers capítols i el començament del tercer, de manera anònima i en només dotze (o vint-i-dos) exemplars incomplets, amb el títol incomplet C. R. D. N. , el 1911. N'acabà els quatre diàlegs el 1917-18, i els va imprimir, encara anònimament, el 1920, en vint-i-un exemplars distribuïts als amics.
Aleshores va decidir assumir aquesta faena, que era molt important per a ell, i comprometre el seu nom i reputació a defensar la seua idea de l'homosexualitat i la pederàstia. Corydon, subtitulat "Quatre diàlegs socràtics", es publicà aleshores el maig de 1924. L'escàndol, relatiu, hi és, tot i que alguns lectors informats ja havien detectat el tema de l'homosexualitat en obres seues anteriors com The Immoralist (1902). Un amic, l'escriptor catòlic Paul Claudel, li ordenaria que deixàs de publicar, abans de trencar definitivament la seua relació amb ell.
André Gide defensa una idea de l'homosexualitat diferent de la que llavors estava de moda. Com Sigmund Freud, no accepta la teoria del tercer sexe de Magnus Hirschfeld, malgrat la consideració que té per Marcel Proust (durant una breu visita, li ofereix un exemplar de Corydon del 1920, i li demana que el llija i li'n done l'opinió); no comparteix la visió dels "hòmens-dones", descendents dels habitants de Sodoma descrits en el quart volum d'A la recerca del temps perdut, Sodoma i Gomorra. Com Sigmund Freud, tampoc no accepta la teoria de la perversió.
La idea de l'homosexualitat d'André Gide és la d'una forma de normalitat (Freud en deia "variant"). L'homosexualitat, i sobretot la pederàstia, són vistes com una part integrant de la dinàmica de l'espècie humana, i poden arribar-ne fins i tot a un model d'excel·lència, amb el seu punt de referència en el món grecoromà, en particular en la Grècia antiga, les lluites entre Esparta i Atenes .
Corydon és inicialment el nom d'un pastor dels Idil·lis 4 i 5 del poeta grec Teòcrit, després en les Bucòliques del Virgili llatí, i la forma de l'obra homònima és la d'un diàleg socràtic. Un visitant heterosexual conversa amb el doctor Corydon. Aquest darrer repta, amb motiu de notícies recents però utilitzant textos i arguments clàssics, els prejudicis de la moral pública de llavors que li oposa l'interlocutor.